# Poddaný
Poddaný byl v evropském pojetí od středověku do 19. století ten, který podléhal panství jiného. Poddaní nebyli úplně osobně svobodní. Vztah mezi poddaným a jeho vrchností byl právně upraven a mohl mít mnoho různých podob: od spíše symbolického podřízení přes robotnictví k nevolnictví. Filozof Hegel definoval sociální vztah poddaného jako střední civilizační úroveň způsobů vyrovnání neslučitelných rozdílů v zájmech, nalézající se uprostřed mezi vzájemným bojem a uzavřením závazné smlouvy.

## Charakteristika
Ve středověku byla většina zemědělců nevolníky některého pána. Ale také svobodní lidé, např. šlechtici, z nichž někteří sami ovládali poddané, byli podle definice poddanými ve vztahu k zeměpánovi nebo králi. Jeho vrchnostenská práva však byla omezenější. Ve Svaté říši římské byl vztah mezi vrchností a poddanými od raného novověku stále více upravován právními normami. Poddaní se tak mohli v Německu obracet na říšské soudy a žalovat svou vrchnost, pokud se vůči nim dopouštěla bezpráví.
Když v době absolutismu vznikla moderní státní moc, byli občané politického režimu, jenž nemohl být měněn legitimními prostředky (tj. monarchie), nazváni poddanými. V tomto smyslu byl poddaný protikladem svobodného občana republiky.